# Porcellio ehrenbergii
Porcellio ehrenbergii là một loài chân đều trong họ Porcellionidae. Loài này được Brandt miêu tả khoa học năm 1833.